# 矢代幸雄

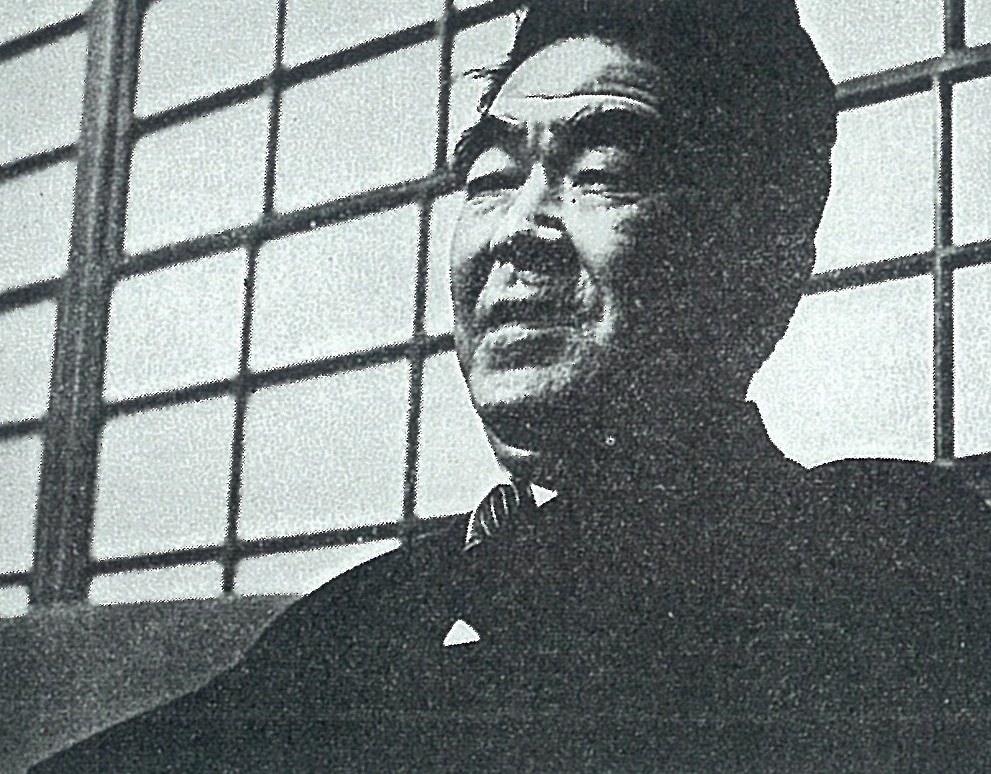
矢代幸雄

矢代 幸雄（やしろ ゆきお、1890年11月5日 - 1975年5月25日）は、日本の美術史家、美術評論家である。音楽家矢代秋雄は長男。秋雄の長女（孫）は古代ギリシア美術史研究者平山東子。妻の弟が木村健二郎。

## 人物
横浜で讃岐高松藩元藩士の矢代宗勝と神戸出身の美佐の長男に生まれる。父は初め塗物屋を開業、のち商館番頭をしていた。横浜商業学校に進んだが、算盤が苦手で神奈川県立第一中学校に転校し、第一高等学校英法科を経て東京帝国大学法科大学に入学したが、文科大学英文科に転じ、1915年に卒業。一高時代から大下藤次郎主宰の日本水彩画研究所に通い、大学時代には第7回文展に入選。実家があまり裕福でなく、自作の水彩画を売ったり美術書の翻訳をしたりして学費の足しにしていたが、成績優秀で学資免除の特待生になった。
大学を首席で卒業後大学院に進み、東京美術学校（現・東京藝術大学）や第一高等学校、東京師範学校で教職を務めた。鵠沼の大地主・高瀬弥一の妹・松と結婚（のち離婚）。1921年から1925年にかけ欧州留学。フィレンツェ居住のアメリカ人美術史家バーナード・ベレンソンに師事し、サンドロ・ボッティチェッリ研究を行う。研究成果をまとめた英文の著 Sandro Botticelli （ロンドン：1925）は国際的評価を得た。その後も、華族らによって組織された学術振興のための財団法人「啓明会」から資金援助を得、ボッティチェッリ研究のための現地調査を行っている。
この欧州滞在の折に、川崎造船社長で美術収集家であった松方幸次郎のロンドン、パリでの絵画購入に同行。印象派や当時評価を高めつつあったポスト印象派の作品購入をアドヴァイスし、「松方コレクション」（後に一部が国立西洋美術館の常設コレクションになった）の形成に関わる。ゴッホの「アルルの寝室」、ルノワールの「アルジェリア風のパリの女たち」が売りに出されていたために、松方にぜひとも購入するように勧めたが断られ落胆したという。しかし、松方はその後2点とも矢代に黙って購入していたという。松方は親しくしていた成瀬正一の直言を好んで採用し、矢代は後年著書の中で「青二才の青年にすぎなかった私の意見など松方さんにはほとんど尊重されず、口惜しいばかりだった」と述べている。
1925年に木村文と再婚。1927年から翌年にかけても欧米を視察し、帰国後、1930年に帝国美術院付属美術研究所主任となり、再び欧州訪問後、1931年に美術研究所主事・帝国美術院幹事となり、1932年にアメリカ・カナダを、1935年に欧州を訪問した。この間に帝国美術研究所所員と美術学校教授に任命され、1936年に美術研究所（現・東京文化財研究所）所長に就任。1942年に宣戦の詔勅誤読事件により美術研究所所長を辞任し日本交通公社文化担当常任参与となり、1944年には東京美術学校教授を退官した。戦後は1950年の文化財保護法制定時に文化財保護委員となり、1952年から1953年まで東京国立文化財研究所所長を務めたのち、大和文華館の収蔵品収集に協力し、1960年に初代館長に就任。1970年に館長を退き、1975年に心不全により死亡。享年84。
日本における西洋美術史研究の祖であると同時に、滞欧歴が長く海外の知己も多いコスモポリタンとしての立場から、日本美術の紹介と国際的認知にも努めた。戦後には、日本を世界の中の「文化国家」にしようという使命感のもと、美術・文化財にまつわる制度整備にも尽力している。
アメリカ人東洋美術史家、ラングドン・ウォーナーの友人であった矢代は、第二次世界大戦時に米軍が京都・奈良に空襲を行わなかったのは、日本の古都の文化的価値を尊重したからであるという、いわゆる「ウォーナー伝説」を作り出した人物でもある。この伝説は米軍資料やウォーナー自身により否定されているが、観光都市・京都のイメージ作りに大いに利用された。ウォーナー恩人伝説は、オーティス・ケーリ（元・同志社大学教授で大戦中は米国海軍軍人）により「日本人の歪んだ外国認識の一例」として1978年にメリーランド大学で研究発表された。
美術史研究においては、ボッティチェッリ作品の一部分と日本美術のディテールとを相互比較したり、水墨画における「滲み」に着目するなど、視覚的な「細部」に対して独自の着眼点から形態的（formalistic）な分析を行っている点が特徴的である。
1963年から日本芸術院会員。1970年に文化功労者となった。

## 賞と栄誉
- 1958年 - メダリア・ドォーロ・ペール・イ・ベーネメリティ・ベラ・クルトゥーラ・イタリアーナ[3]
- 1965年 - チャールズ・ラング・フリーア・メダル[3]
- 1965年 - 勲二等瑞宝章[3]

## 著作
- 『西洋美術史講話 古代篇』岩波書店、1921
- 『太陽を慕ふ者』改造社、1925／角川書店（改訂版）、1950／中公文庫（新編）、2024.12、解説越川倫明
- 『西洋名彫刻 古代篇』福永書店、1927
- 『受胎告知』警醒社、1927／創元社、1952／新潮社（新編）、1973
- 『東洋美術論考 欧米蒐儲の名品』座右宝刊行会、1942
- 『日本美術の特質』岩波書店、1943、新版（2分冊）、1979
- 『随筆レオナルド・ダ・ヴィンチ』朝日新聞社、1948
- 『世界に於ける日本美術の位置』東京堂、1948／のち新潮文庫、講談社学術文庫（新編）1988
- 『随筆ヴィナス』朝日新聞社、1950／のち新潮文庫、朝日選書（新版+オンデマンド版2005）
- 『安井・梅原・ルノアール・ゴッホ』新潮社、1953
- 『近代画家群』新潮社、1955 - 日本の画家列伝
- 『藝術のパトロン』新潮社、1958／中公文庫（新編、解説越川倫明）、2019 - 電子書籍 2021
- 『日本美術の恩人たち』文藝春秋新社、1961
- 『水墨画』岩波新書、1969 - 度々復刊
- 『歎美抄 東洋美術の諸相』鹿島研究所出版会、1970
- 『私の美術遍歴』岩波書店、1972
- 『サンドロ・ボッティチェルリ』岩波書店、1977（吉川逸治・摩寿意善郎 監修[10]）
- 『日本美術の再検討』新潮社、1978[11]／ぺりかん社（解説辻惟雄）、1987、新版1994
- 『忘れ得ぬ人びと 矢代幸雄美術論集1』岩波書店、1984
- 『美しきものへの思慕 矢代幸雄美術論集2』岩波書店、1984

### 共著
- 『ジヨージ・ワシントン』 井上赳共著 実業之日本社、1917
- 『日本美術百選』「臨時増刊 藝術新潮」新潮社、1964
- 『美術の国の自由市民 矢代幸雄とバーナード・ベレンソンの往復書簡』
  - 山梨絵美子・越川倫明編訳、玉川大学出版部、2019

### 伝記
- 稲賀繁美『矢代幸雄 美術家は時空を超えて』ミネルヴァ書房<ミネルヴァ日本評伝選>、2022

## 関連文献
- 目野由希「文化外交と社交の概念の相関・編成―戦前期国際ペンクラブにおける矢代幸雄―」『Asia Japan Journal』第7号、2012年、57-70頁。